# Xã Union, Quận Marshall, Indiana
Xã Union (tiếng Anh: Union Township) là một xã thuộc quận Marshall, tiểu bang Indiana, Hoa Kỳ. Năm 2010, dân số của xã này là 3.088 người.